# Sindicatos de Argentina
Los sindicatos de Argentina son organizaciones que representan a los trabajadores de este país ante los empleadores, patronales o el Estado.
Según el artículo 14 bis de la Constitución Argentina queda garantizado a los trabajadores la "organización sindical libre y democrática reconocida por la simple inscripción en un registro especial". Esta norma constitucional está tutelada por la Ley 23.551 de Asociaciones Profesionales y reglamentada por el Decreto Reglamentario 467/1988 .
En la actualidad existen en Argentina 5 centrales sindicales:
- CGT (Confederación General del Trabajo de la República Argentina), en estos momentos conducida por el dirigente de la sanidad Héctor Daer.
- CGT (Confederación General del Trabajo de la República Argentina), bajo la conducción del dirigente camionero Hugo Moyano
- CTA (Central de Trabajadores de la Argentina), conducida por el dirigente docente Hugo Yasky
- CTA (Central de Trabajadores Autónoma), bajo la conducción del dirigente estatal Pablo Micheli.
- CGT Azul y blanca, escindida de la CGT en 2008, bajo la conducción del dirigente gastronómico Luis Barrionuevo

Las centrales gremiales estuvieron divididas en dos conducciones entre 1994 y 2004: la CGT Oficial (dirigida por Rodolfo Daer), y la CGT Disidente (en un principio llamada MTA dirigida por Hugo Moyano). En junio de 2004 ambas conducciones volvieron a unirse. En 1991 también se empezó a gestar una nueva central, la CTA, liderada por los entonces dirigentees estatales Víctor De Gennaro y Germán Abdala, quien era además diputado del Grupo de los Ocho
En realidad, unificaciones y fracturas han marcado la historia del movimiento gremial argentino desde la primera CGT, conformada en 1930 por disidentes de la FORA y socialistas de la CORA. Ya en 1935 se produce una fractura, socialistas y anarquistas confrontan en relación con la actitud a tomar frente a los gobiernos conservadores. En 1942 se constituirán la CGT1 y CGT2, quedándose con la sigla CGT la primera, mayoritaria como cofundadora del movimiento peronista. 
Nuevas divisiones se irán produciendo en las décadas siguientes, (1966, 1974/5, 1976, 1990) en general surgidas en relación con qué actitud tomar frente a dictaduras y/o proyectos orientados al desmantelamiento del Estado y sociedad conformados en el periodo 1945/55.  
La CGT conducida por Héctor Daer es la única central reconocida por el Ministerio de Trabajo de la República Argentina.
Fuera de los agrupamientos indicados, existen una considerable cantidad de sindicatos "autónomos" sin adhesión a ninguna de las centrales nacionales.
En el sistema sindical argentino existen dos formas principales de organización de los sindicatos: las llamadas "uniones" y las "federaciones", que pueden ser tanto nacionales o provinciales. Las "uniones" son sindicatos con jurisdicción directa en todo el territorio en el que actúan. Los representantes "locales" del sindicato son elegidos por los líderes nacionales (o provinciales) de la "unión". Las "federaciones" están constituidas por varios sindicatos asociados. Por esa razón las autoridades "locales" no son electas por los líderes nacionales (o provinciales), sino por el voto directo de sus miembros. Los cinco agrupamientos sindicales tienen ambos tipos de organización sindical.
Un Sindicato tiene un gobierno descentralizado y una actuación local, cada sindicato local tiene su propia conducción, o sea, un órgano ejecutivo y una asamblea. Una Unión, tiene un gobierno centralizado con actuación nacional.